# Sainte-Geneviève (Aisne)
Sainte-Geneviève è un comune francese di 77 abitanti situato nel dipartimento dell'Aisne della regione dell'Alta Francia.

## Società

### Evoluzione demografica
Abitanti censiti